# Point-of-Care-Testing

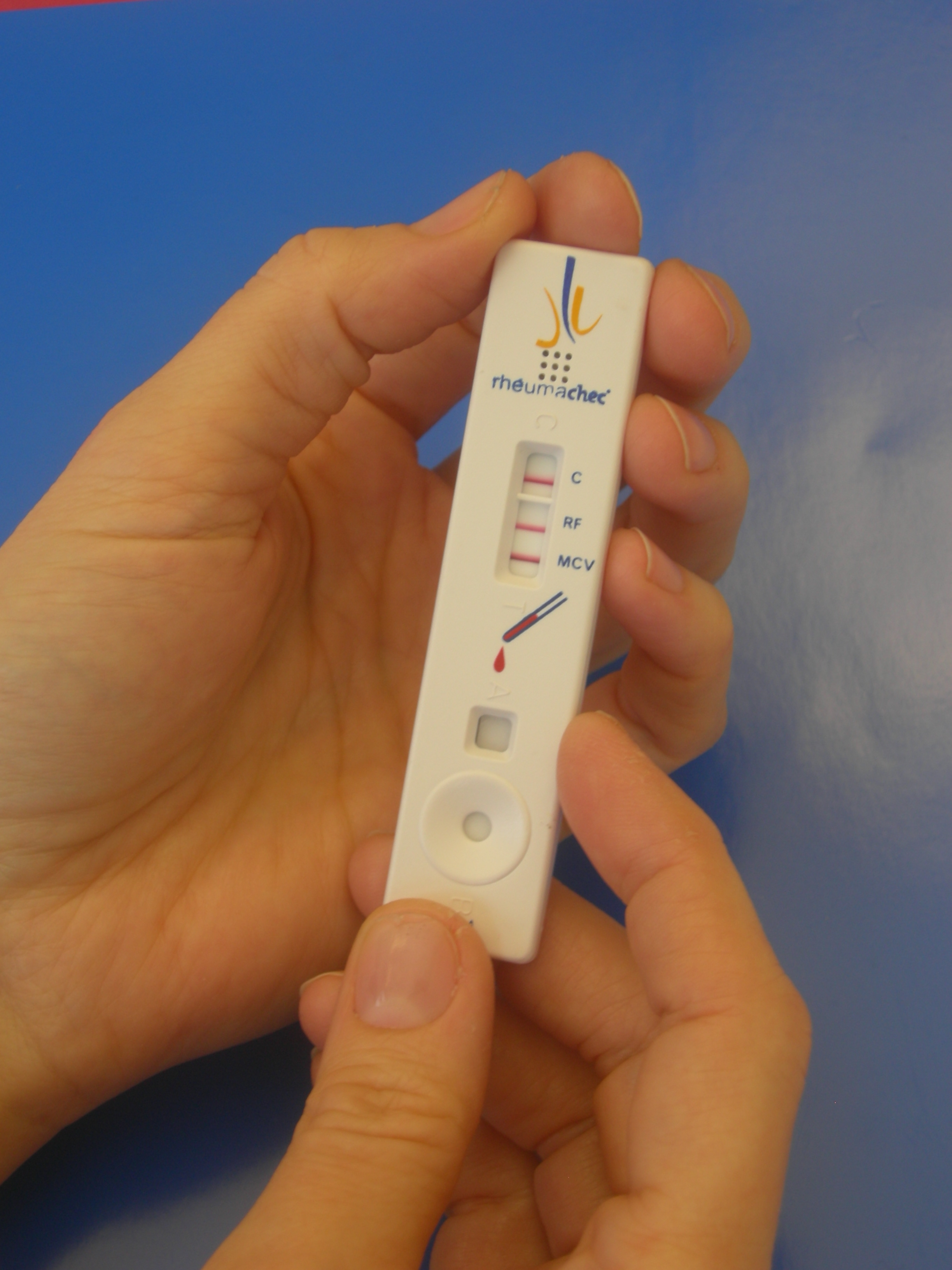
Blutschnelltest für die Rheumadiagnostik

Der Begriff Point-of-Care-Testing oder kurz POCT, zu deutsch patientennahe Sofortdiagnostik, patientennahe Labordiagnostik, bezeichnet in der Medizin diagnostische Untersuchungen, die nicht in einem Zentrallabor, sondern im Krankenhaus unmittelbar auf der Krankenstation, in der Praxis eines niedergelassenen Arztes oder einer Apotheke durchgeführt werden. In bestimmten Situationen wie Notfällen ist auch ein Einsatz außerhalb einer solchen Einrichtung möglich, beispielsweise in der Wohnung eines Patienten oder in einem Notarztwagen.
Bei einigen Untersuchungen ist auch eine Anwendung durch den Patienten selbst vorgesehen, so zum Beispiel bei Schwangerschaftstests, beim Gerinnungsselbstmanagement oder bei der Blutzuckermessung durch Diabetiker.
Im weiteren Sinne wird der Begriff Point-of-Care-Testing auch für entsprechende diagnostische Methoden in anderen Anwendungsbereichen verwendet, wie beispielsweise in der Lebensmittel- und Umweltanalytik. Häufig verwendete deutschsprachige Bezeichnungen für solche Untersuchungen sind Vor-Ort-Tests oder Schnelltests.

## Definition
Eine einheitliche Definition von Point-of-Care-Testing existiert nicht. Typische Eigenschaften der patientennahen chemisch-physikalischen Labordiagnostik sind jedoch:
- Durchführung von Laboruntersuchungen in unmittelbarer Nähe zum Patienten, außerhalb eines Zentrallabors (bed-side testing).
- Keine Probenvorbereitung, insbesondere keine Pipettierarbeiten, das Untersuchungsmaterial ist also meist Vollblut, Urin oder Speichel.
- Einsatzbereite Reagenzien (ready-to-use), etwa in Tank- oder Kassettenform.
- Messgeräte, die nur für Einzelprobenmessung vorgesehen sind.
- Keine eingehende medizinisch-technische Weiterbildung zur Nutzung notwendig.
- Rasche Verfügbarkeit der Ergebnisse.
- Aus den Ergebnissen wird unmittelbar eine diagnostische oder therapeutische Konsequenz gezogen.

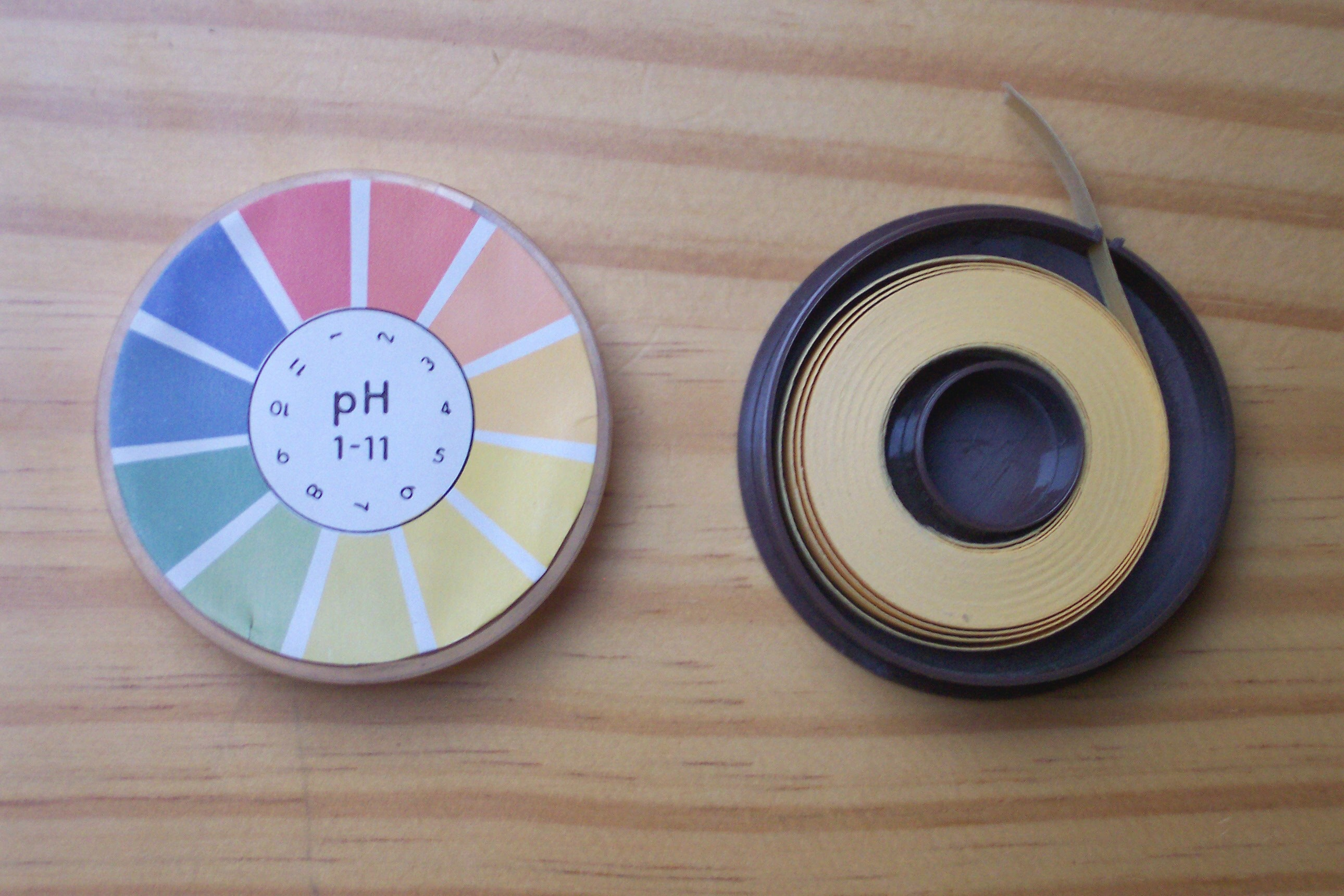
pH-Indikatorpapier zur groben pH-Wert-Bestimmung; links: Deckel mit pH-Skala von 1 bis 11; rechts: Untersatz mit aufgerolltem Teststreifen

Typische chemisch-physikalische Schnelltests werden außerdem im industriellen oder gewerblichen Bereich verwendet beispielsweise:
- Prüfen von Frittierfett auf Verdorbenheit.
- pH-Wert-Messung mittels Indikatorstreifen oder Indikatorlösungszusatz.
- Messen des Chlor- oder Nitrat-Gehaltes in Trinkwasser.
- Messen der Abgasanteile von CO und Kohlenwasserstoffen nach Heizkesseln und bei Kraftfahrzeugen.

## Vorteile

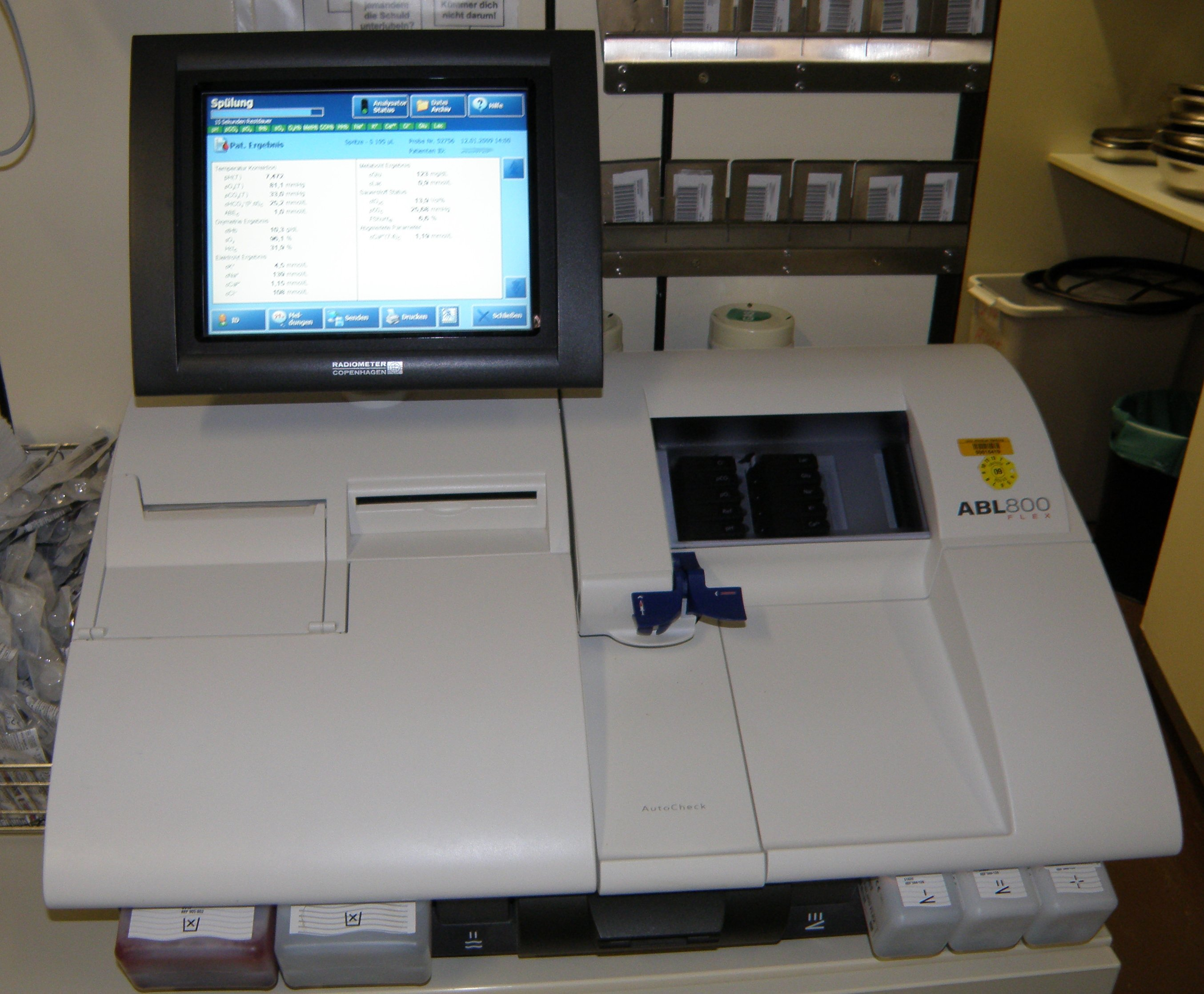
Gerät zur Durchführung von Blutgasanalysen

Point-of-Care-Untersuchungen haben den Vorteil, dass die Ergebnisse bereits nach kurzer Zeit vorliegen, da zum einen der Transport der Proben zu einem spezialisierten Labor entfällt und zum anderen keine Rücksicht auf die zeitlichen Abläufe des Labors genommen werden muss. Die so genannte Turn-around-Time (TAT), also die Zeit, die verstreicht, bis das Ergebnis vorliegt, beträgt häufig zwischen 5 und 15 Minuten. Sie liegt somit deutlich unter der selbst unter optimalen Bedingungen erzielbaren TAT im Zentrallabor.
Dieser Zeitvorteil ist insbesondere in Bereichen wichtig, in denen schnell Entscheidungen auf der Basis von Laborwerten getroffen werden müssen. Deshalb wird POCT vor allem auf Intensivstationen und in der Anästhesie, aber auch in Ambulanzen oder in der Dialyse eingesetzt. In der Regel handelt es sich um so genannte Notfallparameter, wie Elektrolyte, Blutgas- und Blutgerinnungswerte, Nierenfunktionswerte, Herzenzyme und andere Messwerte. Aber auch Urinuntersuchungen, die Erstellung eines Blutbildes oder der schnelle Nachweis von Krankheitserregern oder Autoimmunerkrankungen wie etwa der rheumatoiden Arthritis sind mit Hilfe von Point-of-Care-Methoden möglich.
Viele Point-of-Care-Untersuchungen sind als Teststreifen konzipiert, wodurch der manuelle Aufwand für die Durchführung auf ein Minimum reduziert wird. Auch Messgeräte für einen Point-of-Care-Einsatz sind in der Regel nahezu vollständig automatisiert und erfordern von der Probenvorbereitung bis zum Testergebnis nur wenige einfache Eingriffe des Benutzers.

## Einschränkungen
Nachteile von Point-of-Care-Tests sind vor allem die höheren Reagenzienkosten und eine häufig methodisch bedingte geringere analytische Sensitivität (Empfindlichkeit) und Spezifität (Genauigkeit). Auch der Probendurchsatz ist in der Regel deutlich geringer als bei entsprechenden Labormethoden. Darüber hinaus stehen nur für einige Parameter entsprechende Schnelltestmethoden zur Verfügung.